# 臨済寺 (河北省)
臨済寺（りんざいじ）は、中華人民共和国河北省石家荘市正定県に有る臨済宗の寺である。臨済義玄がここで臨済宗を開いた。

## 歴史

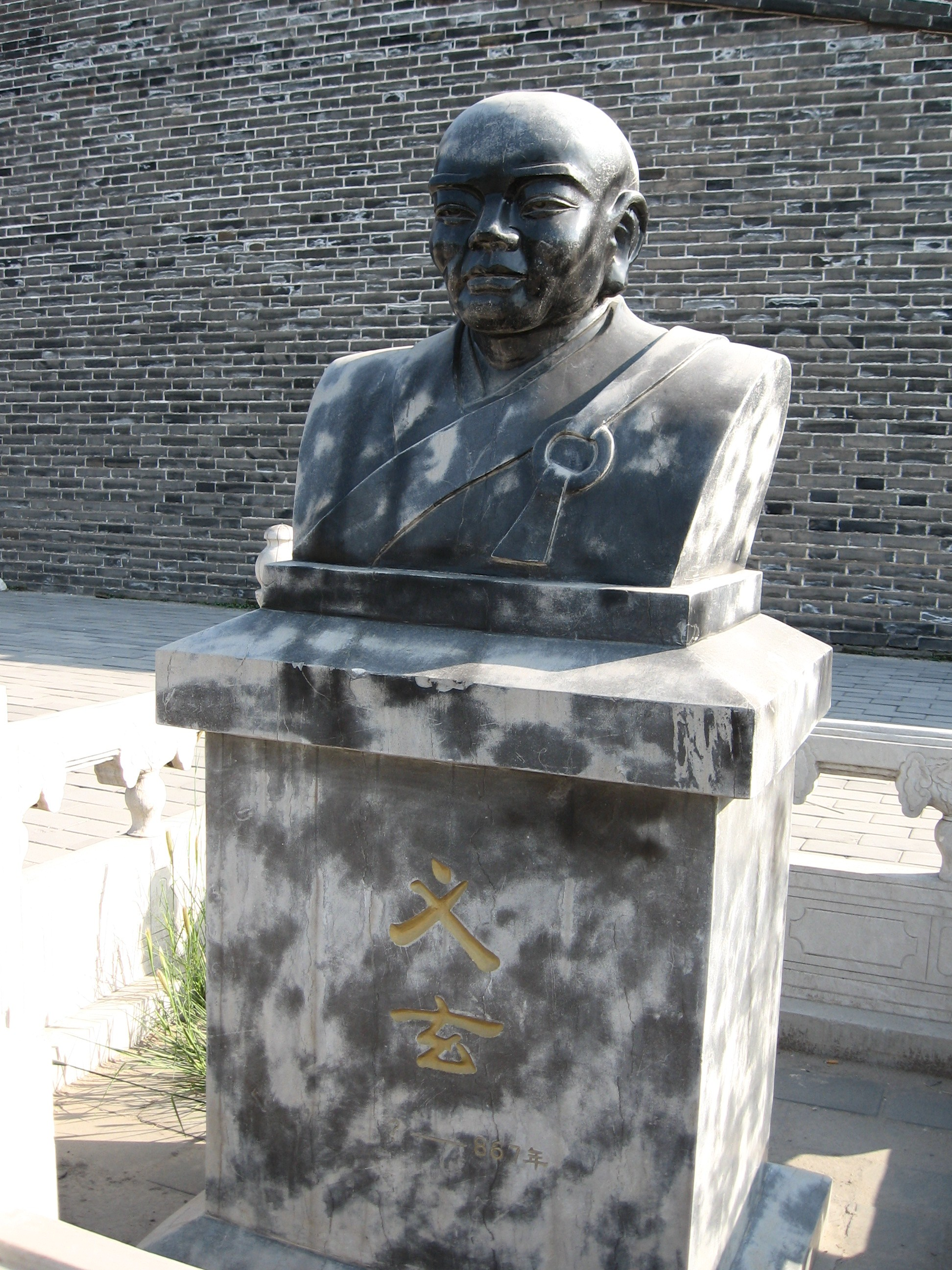
中国河北省正定県南城門内の臨済義玄像

中国の南北朝時代の東魏の孝静帝の興和2年（540年）に建立された。その旧址には「臨済院旧址紀念碑」が立っている。

### 唐
唐の時代、宣宗皇帝の大中8年（854年）に臨済義玄がこの寺に入った。そして禅宗のひとつ臨済宗を開くことになる。懿宗皇帝の咸通8年（867年）に禅師は入寂した。懿宗は慧照大師と諡し、「澄霊塔」という高さ30.47mの瑠璃瓦の端麗な青い九重の塔が建てられた。

### 金
金の大定23年（1183年）、世宗は「澄霊塔」と臨済寺の伽藍の修復を命じた。現存の「澄霊塔」には、遼金の典型的な様式が見られる。

### 元
元の時代、時の住持の海雲が重修を主催した。『河朔訪古記』によると、“臨済寺は真定府城中に在り、定遠門街、飛雲楼の東なり。その三門下には、唐の呉道子が画いた布袋和尚像及び揺鈴の普化真賛、東坡墨竹、緑筠軒詩等の石刻あり、極めて精細なり”とある。元の至大2年（1309年）、趙孟頫は勅によって「臨済正宗碑」を撰し、それは寺中に立てられた。

### 明
明の正徳16年（1521年）、再び伽藍の重修が行なわれた。当時の寺内の主要な建築物には、山門、大雄宝殿、澄霊塔と祖堂及び僧房が有る。同時に新たに石碑が立てられ、王餅が碑文を撰し、郭希愈が文字を書した。

### 清
清の雍正帝は、義玄に「真常恵幽禅師」の号を賜り寺を重修した。道光10年（1830年）、総兵の舒通阿が出資して再度重修し、また祖師殿を大雄宝殿の両側に移した。

### 民国

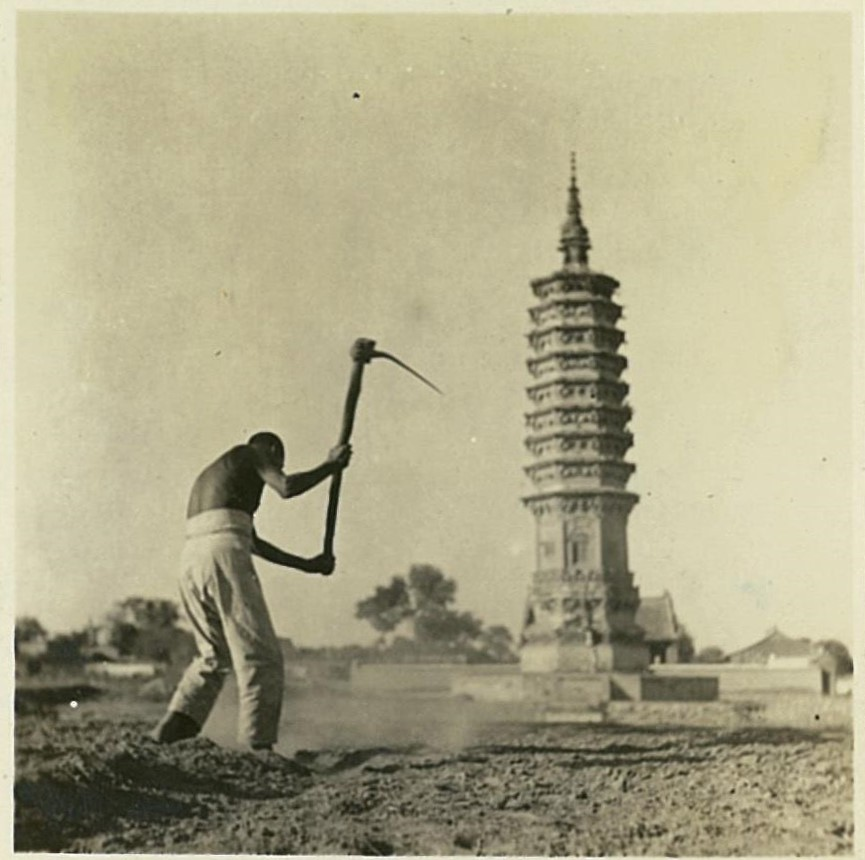
民国時期の澄霊塔

民国の日中戦争時期には、澄霊塔のほか、祖堂三間および東配殿三間があった。1947年に、この両殿が共に破壊され、僅かに澄霊塔を存するのみになった。

### 1949年以後

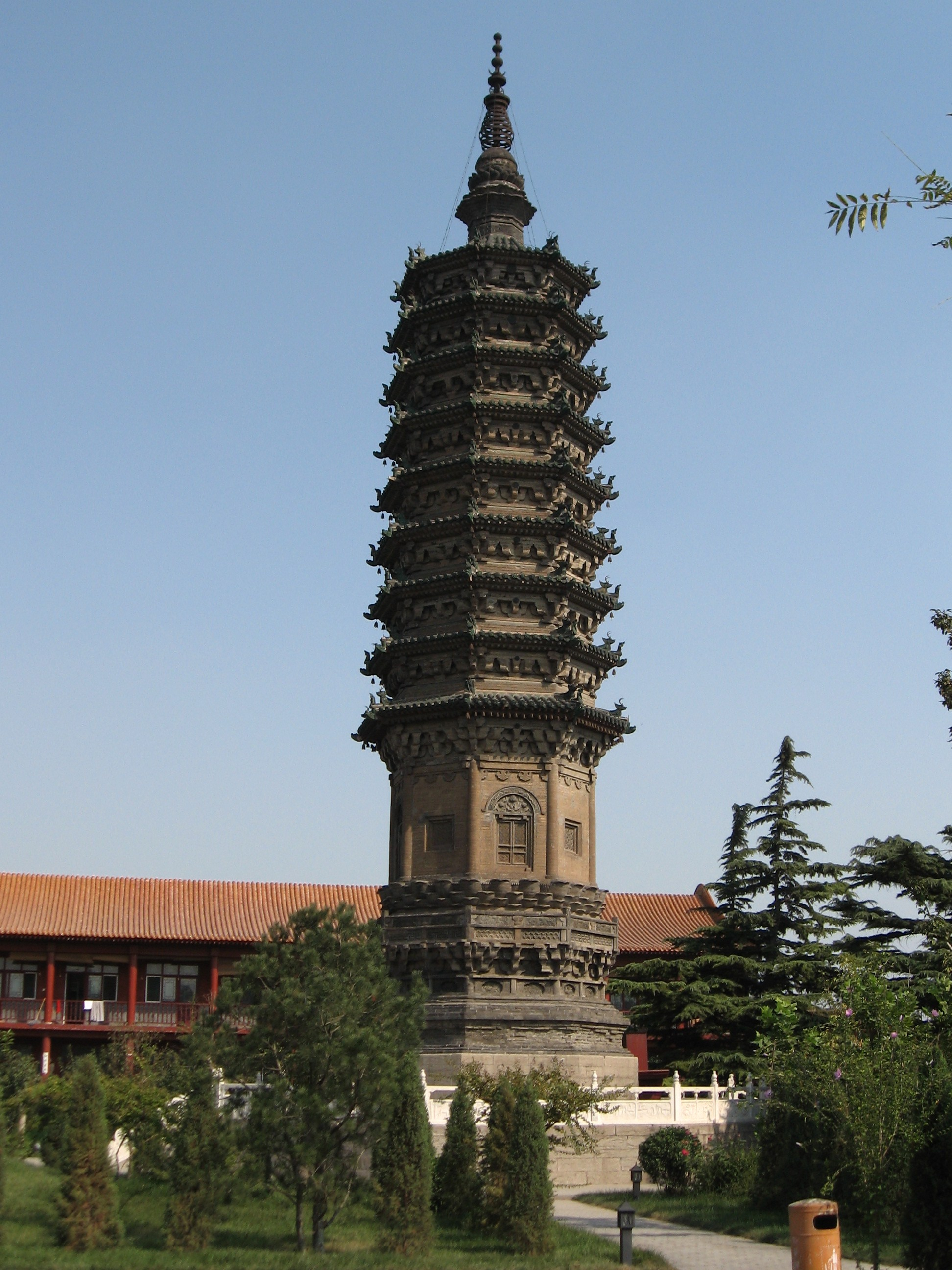
臨済禅師澄霊塔

1983年に漢族地区仏教全国重点寺院に指定された。1984年には正式に仏教界の管理下に入り、仏教の布教伝道及び修道活動が開放された。
日中両国の臨済宗と黄檗宗は、共に臨済寺を奉じて祖庭とした。1979年5月、日本の臨済・黄檗二宗は、連合して日中友好臨黄協会を設立した。1980年より、每年代表団を派遣して訪中し、臨済禅師塔を朝拝し、併せて出資修築している。1985年には、日本の臨済・黄檗二宗の僧侶の出資援助及び、当地政府の出資により、澄霊塔を修築した。その後また、逐次、大雄宝殿、祖堂、寺舎などを修築している。
1986年5月19日には、寺内にて祖塔修復落成儀式と誦経の法会を挙行し、日中友好臨黄協会訪中団100人及び当地の仏教信徒が共同して参加した。
1988年5月15日、河北省仏教協会が寺内に設立され、浄慧法師が会長に任命された。

### 補注
1. ↑  『正定県志』：“臨済寺、東魏興和二年建、在城東南二里許臨済村。”
2. ↑  梁思成著『中国建築史』、百花文芸出版社 ISBN 7530626051 2003年、215頁。

## 建造物

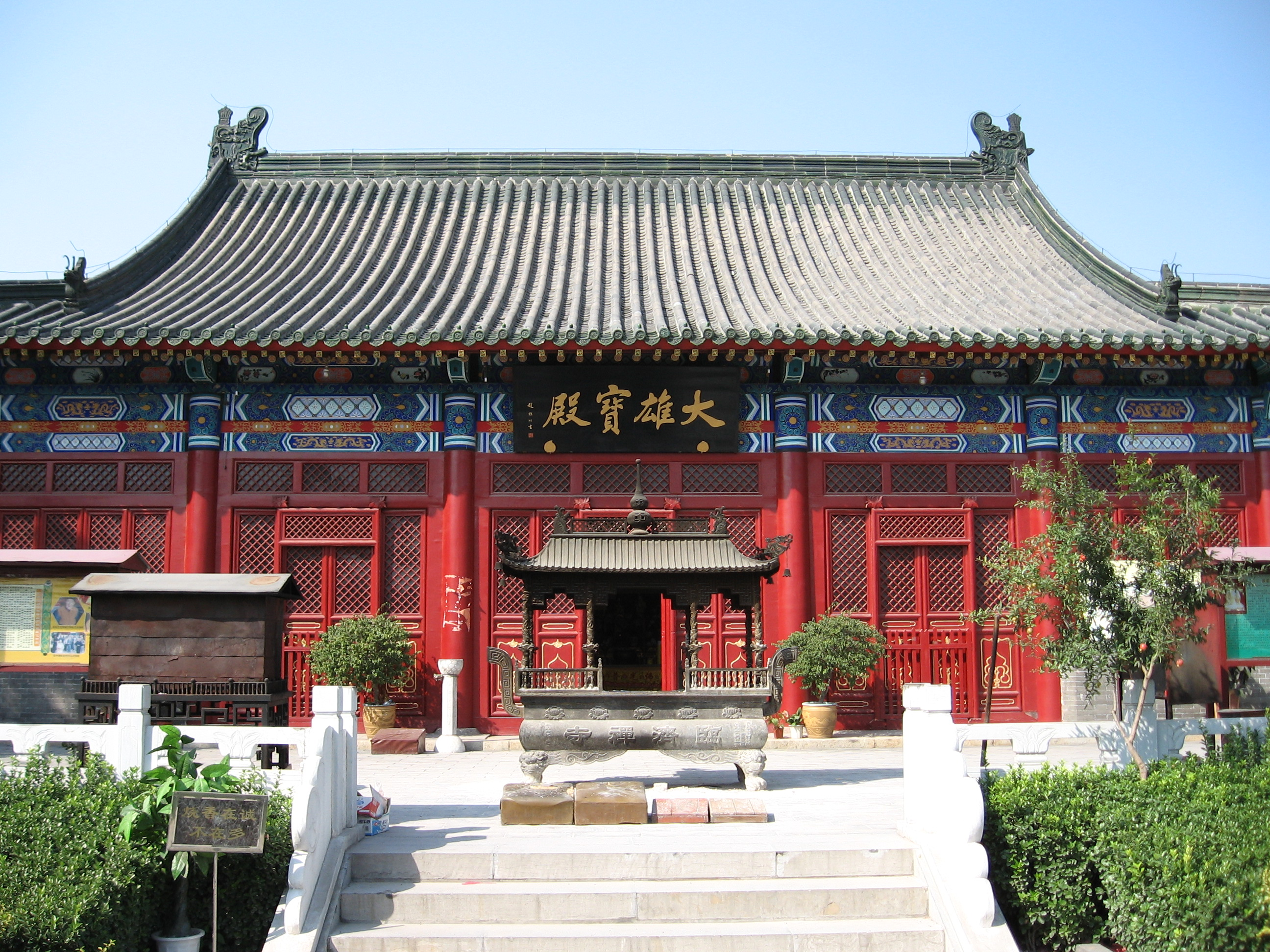
大雄宝殿

- 大雄宝殿
- 澄霊塔
- 山門殿
- 法乳堂
- 禅堂
- 蔵経楼
- 方丈室